# Se rokh
Se rokh (Perzisch: سه چهره; Engelse titel: Three Faces) is een Iraanse film uit 2018, geschreven en geregisseerd door Jafar Panahi.

## Verhaal
Een bekend actrice krijgt een videoboodschap van een jong meisje dat haar smeekt haar te bevrijden van haar extreem conservatieve familie. De actrice roept de hulp in van Panahi en samen trekken ze naar het afgelegen dorp in de bergen.

## Rolverdeling
| Acteur           | Personage |
| ---------------- | --------- |
| Jafar Panahi     | Zichzelf  |
| Behnaz Jafari    | Zichzelf  |
| Maziyeh Rezaei   | Zichzelf  |
| Narges Del Arem  | Moeder    |
| Maedeh Erteghaei | Maedeh    |

## Release
Se rokh ging op 12 mei 2018 in première in de competitie van het filmfestival van Cannes.